# 菲利獵龍屬
菲利獵龍屬（屬名：Philovenator），是傷齒龍科恐龍的一屬，化石發現於中國內蒙古的烏梁素海組（Wulansuhai Formation）地層，地質年代相當於白堊紀晚期的坎潘階。模式種是柯瑞氏菲利猎龙（Philovenator curriei），是由徐星等人在2012年所敘述、命名，屬名與種名都是以古生物學家菲力·柯爾（Phil Currie）為名。正模標本（編號IVPP V 10597）是一個接近完整的身體骨骼，身長70公分，最初被認為是蜥鳥龍的幼年個體化石。